# 花ノ本寿
初代 花ノ本 寿（はなのもと ことぶき、1939年10月23日 - 2023年11月4日）は、日本の俳優、日本舞踊家（15世花ノ本流宗家）である。本名、加藤龍一郎。
広島県三次市出身。父は14世花ノ本流宗家の花ノ本葵、妻は花ノ本流初代家元の花ノ本以知子、長男は花ノ本流十六代宗家、二代目家元の二代目花ノ本寿。

## 来歴・人物
俳優としては松竹会長の大谷竹次郎の誘いにより、『七人若衆誕生』（1958年）でデビュー。当時18歳であったが、15歳として公表された。
松竹の時代劇作品にいくつか若衆役で出演した後、歌手へ転じ、若松孝二や武智鉄二のピンク映画出演を経て、日活映画やテレビドラマでバイプレーヤー的な役回りを担った。
舞踏の仕事を優先するため、1970年の『無常』を最後に俳優業を辞したが、その後も数年の間、実相寺昭雄のオファーにより『あさき夢みし』などに出演していた。
2023年11月4日、出血性ショックのため東京都新宿区の病院で死去。84歳没。

## 主な出演

### テレビドラマ
- NHK大河ドラマ
  - 赤穂浪士（1964年、NHK） - 間新六
  - 竜馬がゆく（1968年、NHK） - 毛利定広
  - 樅ノ木は残った（1970年、NHK） - 田村右京
  - 春の坂道（1971年、NHK） - 徳川義直
- 風（1967年、TBS） - 第13話「絵姿五人小町」
- 素浪人 月影兵庫 （1968年、NET） - 第101話「見当違いもひどかった」弥平次役
- 日本剣客伝 （1968年、NET）
- まぼろし城（1968年、NET）
- 特別機動捜査隊（NET / 東映）
  - 第365話「高原に消えた女」（1965年） - 石原
  - 第394話「芸者とホステスと団地夫人」- 築地正也
  - 第566話「俺には親がいねえんだ!」（1972年）
- 怪奇大作戦（1969年、TBS/円谷プロ） - 第23話「呪いの壺」日野統三役
- 日本怪談劇場 第10話「怪談 笠森お染 幽霊茶屋」（1970年、12ch） - 新吉役
- 繭子ひとり（1971年、NHK）
- 大岡越前 第3部 （1973年、TBS / C.A.L） - 第30話、第31話「享保太平記（前・後篇）」 手代菊之助役

### 映画
- 七人若衆誕生（倉橋良介監督、1958年）
- 明日の太陽（大島渚監督、1959年/松竹新スター紹介映画）
- 高丸菊丸 疾風篇（丸根賛太郎監督、1959年）
- 修羅桜（大曾根辰保監督、1959年）
- 剣風次男侍（野村企鋒監督、1959年）
- 恐るべき遺産 裸の影（若松孝二監督、1964年）
- 黒い雪（武智鉄二監督、1965年）
- 刺青一代（鈴木清順監督、1965年）
- 源氏物語（武智鉄二監督、1966年）
- 大空に乾杯（斎藤武市監督、1966年）
- 恋のハイウェイ（斎藤武市監督、1967年）
- 花を喰う蟲（西村昭五郎監督、1967年）
- 無常（実相寺昭雄監督、1970年）
- あさき夢みし（実相寺昭雄監督、1974年）

## ディスコグラフィー
- 花笠若衆（作詞：星野哲郎、作曲：船村徹。1962年1月、コロムビア）
- お染ちゃん（作詞：西沢爽、作曲：内藤貞夫。1962年1月、コロムビア）
- 江戸の伊達男（作詞：野村俊夫、作曲：上原げんと。1962年9月、コロムビア）
- 名月小唄（作詞：野村俊夫、作曲：上原げんと。1962年9月、コロムビア）
- 緋桜若衆
- 前髪吉三
- 源氏物語
- 浪人ぐらし
- 元禄美少年（コロムビア）
- 桜井の別れ
- 佐々木小次郎（コロムビア）
- 森蘭丸
- ズッキン節（1964年、日本クラウン） - 歌詞が卑猥なことを理由に放送禁止になったが、20万枚以上を売り上げるヒットになった[5]。
- 別れてよかったわるかった（日本クラウン）
- 日の丸おけさ（日本クラウン）

## 書籍
- 「まぼろしの花―花ノ本寿写真集」 (雄山閣) 2013年10月 ISBN 9784639022909